# Artur Kopański
Artur Juliusz Kopański (ur. 3 kwietnia 1930 w Pokrzydowie, zm. 21 listopada 2003) – polski polityk, poseł na Sejm PRL VIII kadencji. 

## Życiorys
Uzyskał wykształcenie wyższe rolnicze (w 1956 skończył Wyższą Szkołę Rolniczą w Poznaniu). Pracował w Szkole Podstawowej w Grudziądzu, Zbicznie oraz w Zespole Szkół Rolniczych w Karolewie koło Kętrzyna. W 1960 został dyrektorem Zasadniczej Szkoły Rolniczej w Prabutach, a od 1972 do 1991 był dyrektorem Zespołu Szkół Rolniczych w Kisielicach.
W 1960 wstąpił do Polskiej Zjednoczonej Partii Robotniczej. W latach 1976–1980 i 1980–1984 był radnym Wojewódzkiej Rady Narodowej w Elblągu. W latach 1983–1985 pełnił mandat posła na Sejm PRL VIII kadencji w okręgu Elbląg, zasiadając w Komisji Planu Gospodarczego, Budżetu i Finansów.
Pochowany na cmentarzu w Pokrzydowie.

## Odznaczenia
- Krzyż Oficerski Orderu Odrodzenia Polski
- Krzyż Kawalerski Orderu Odrodzenia Polski
- Złoty Krzyż Zasługi
- Brązowy Krzyż Zasługi